# Chlorochaeta dialitha
Chlorochaeta dialitha là một loài bướm đêm trong họ Geometridae.